# فرشاد محمدي مهر
فرشاد محمدي مهر (بالفارسية: فرشاد محمدی) هو لاعب كرة قدم إيراني في مركز الهجوم، ولد في 9 أبريل 1994 في خمين في إيران. لعب مع نادي ذوب آهن أصفهان.

## وصلات خارجية
- فرشاد محمدي مهر على موقع قاعدة بيانات كرة القدم.إي يو (الإنجليزية)
- فرشاد محمدي مهر على موقع Soccerway.com (الإنجليزية)